# Ascari A10
De Ascari A10 is een supersportwagen van het Britse merk Ascari. De A10 is de wegversie van de KZ1 GT3 die meedoet in het Spaanse GT kampioenschap. De A10 is de derde productie-auto van Ascari, na de Ecosse en de KZ1, en is gebouwd om het 10-jarig bestaan van het bedrijf te vieren.

## Model
De A10 beschikt over een 5.0L V8 gemaakt door BMW, die voorheen te vinden was in de BMW M5. Het chassis van de A10 is hetzelfde als dat van de Ascari KZ1 maar hij beschikt over nieuwe panelen en een nieuwe ophanging. De auto beschikt over een door de FIA goedgekeurde rolkooi en een blussysteem. Desondanks is de auto met 1280 kg relatief licht. Er zullen 50 A10's van de band rollen.

## Top Gear
In de uitzending van 9 december 2007 van het BBC2 programma Top Gear reed Jeremy Clarkson met de A10. Hij beschreef de auto als "Adembenemend.... als een Koenigsegg maar dan een miljoen keer beter bestuurbaar". Hij vond ook dat je meteen oordopjes moest kopen als je de auto kocht. De A10 reed een rondetijd van 1:17.3 en kwam daarmee op de eerste plaats van het "Power Lap Times" bord. Hij was 0.3s sneller dan de Koenigsegg CCX. Op 27 juli 2008 werd de Ascari verslagen door de Gumpert Apollo die 0.2s sneller was, welke daarna weer werd verslagen door de Bugatti Veyron Supersport en vervolgens werd verslagen door de Ariel Atom 500. Na meerdere keren opnieuw verslagen te zijn, neemt de Ascari op dit moment de 9e plaats in.